# 西天寺造像
西天寺造像位于中国山东省淄博市临淄区齐都镇西关村北，为北魏时期遗物，2006年被列为第六批全国重点文物保护单位。
西天寺为后赵皇帝石虎所建，初名为兴国寺，宋初更名广化寺，元惠宗至正年间被毁，明初重建后更名西天寺。西天寺后殿供无量寿佛，即现存的西天寺造像。佛像高5.6米，宽1.8米，厚1米，口部与手有残。造像头饰螺髻，面庞丰满，身披通体袈裟，袒胸赤足，立于莲花座上。